# ویدئوی بنی
ویدئوی بنی (به آلمانی: Benny’s Video) فیلمی در ژانر وحشت شخصیتی ساختهٔ میشائل هانکه، کارگردان اتریشی، محصول سال ۱۹۹۲ است. این فیلم پس از قاره هفتم، دومین فیلم از سه‌گانه غیررسمی هانکه دربارهٔ خشونت مدرن است که به سه‌گانه عصر یخبندان شهرت دارد.

## خلاصه داستان
بنی پسری ۱۴ ساله است که پدر و مادر شاغلش اغلب او را در خانه تنها می‌گذارند. او بیشتر وقتش را به تماشای فیلم‌های خشن می‌گذراند یا با دوربین فیلمبرداری‌اش از پنجره اتاقش بیرون را فیلمبرداری می‌کند. تلویزیون اتاقش هرگز خاموش نمی‌شود و تصاویر خشن همیشه در پس‌زمینه قرار دارد، چه وقتی که تکالیف مدرسه‌اش را انجام می‌دهد و چه وقتی که به موسیقی هوی متال گوش می‌دهد. سرگرمی او تماشای تلویزیون و ساختن ویدیوهای خانگی‌ست. یکی از آخرین فیلم‌هایش، خوکی را پیش از سلاخی شدن نشان می‌دهد. برای او آنچه از دریچه دوربینش می‌بیند بسیار واقعی‌تر از چیزی‌ست که با چشم‌هایش می‌بیند. روزی دختری را به خانه دعوت می‌کند، در کمال خونسردی او را می‌کشد و از ماجرا فیلمبرداری می‌کند. جسد را موقتاً در کمدش پنهان می‌کند و به یک مهمانی می‌رود. وقتی پدر و مادر بنی به ماجرا پی می‌برند، پیش از هر چیز به فکر این می‌افتند که چطور جنایت را پنهان کنند.

## جوایز
- جوایز فیلم اروپا (۱۹۹۳)، جایزه فیپرشی (فدراسیون بین‌المللی منتقدان فیلم) به میشائل هانکه[۳]
- جشنواره بین‌المللی فیلم وین (۱۹۹۲)، به میشائل هانکه، مشترک با اگون هامر برای مستند Schuld und Gedächtnis[۴]